# 文字脫離
文字脫離指的是在高識字率的國家，書籍、報紙等文字媒體的利用率下降的情況。在現代社會，有各種各樣的媒體提供給大眾豐富的信息，隨著文字媒體的衰退，相對而言電子媒體的使用在上升。
根據美國的市場調查公司GfK NOP對30個國家和地區的調查，在這些國家平均閱讀文字媒體時間是每周6.5小時。其中閱讀文字媒體的時間最多的5個國家是印度（每週10.7小時），泰國（9.4），中國（8），菲律宾（7.6），埃及（7.5），后5位則是韓國（3.1），日本（4.1），臺灣（5），巴西（5.2）和英國（5.3）。同時調查的電視觀看時間、廣播收聽時間和互聯網利用時間發現：文字閱讀時間排在后位的臺灣和上位的泰國分居互聯網利用時間一、二位。而泰國、菲律賓和埃及則位居看電視時間較長的國家之列。日本和韓國的廣播收聽時間分居第26位和29位。

## 中國的文字脫離現象
中國的識字率在1980年代不足八成，而現在則遠超九成。但是中國的人均讀書時間的閱讀率卻與識字率呈反比。根據中國出版科學研究所的調查，1999年時中國有60.4％的讀書率，2006年的调查數據降低到48.7％。同時，具有教育意義的書籍閱讀時間減少，實用性圖書和功利性圖書閱讀時間增加。

## 關聯條目
- 理科脫離（日语：理科離れ）
- 電視脫離
- 報紙教育（日语：NIE）